# Liste d'écrivains mahorais
Cette liste alphabétique vise à recenser les principaux écrivains mahorais.

## Liste (classement chronologique)
- Baco Mambo Abdou (Abdou S. Baco, né vers 1965, Mayotte)[1],[2], romancier, nouvelliste, musicien, Brûlante est ma terre (1991), Dans un cri silencieux (1993), Coupeurs de tête (2007), Si longue que soit la nuit (2012)...
- Zaidou Bamana (1966, Sada, Mayotte), journaliste, essayiste, Le choix du refus, Mayotte et l’indépendance des Comores (2008)[3]
- Noussoura Soulaimana (1967-, Mayotte)[4],[5]
- Bacar Achiraf (1972, Mayotte)[6],[7], Les mœurs sexuelles à Mayotte (2005)
- Ambass Ridjali (1973, Tsingoni, Mayotte)[8],[9], romancier jeunesse et dramaturge, Les coulisses d’un mariage incertain (2004), Scandales dans la famille X (2008), À part ça, tout va bien à Mayotte ! (2012)
- Alain-Kamal Martial (1974-, Mayotte)[10], dramaturge, La rupture de chair (2001), Zakia Madi, la chatouilleuse (2002), Liberté (2003), Chronique de l’incroyable mais vraie vie d’Abdallah Ouamba (2003), Sazile (2003)…
- Kira Bacar Adacolo (1978, Mayotte), Essai d'évaluation de la départementalisation de Mayotte
- Manou Mansour (1980, Mayotte)
- Nassuf Djailani (1981, Mayotte)
- Yazidou Maandhui (vers 1985, Mayotte), poète et dramaturge, Le palimpseste du silence ou le silence des Dieux (2005), Évangile de l’espace et du temps, Épître aux lucioles (2006)
- Charifati Soumaila (1988, Sada-Mayotte) Vérité foudroyante (2020), La voix des Jasmins, chemins de femmes (2022)